# Toy Ride
Toy Ride è il secondo album del gruppo musicale danese Toy-Box, pubblicato il 28 luglio 2001.

## Tracce
1. Superstar – 3:07
2. Russian Lullaby (3:17)
3. www.girl – 3:26
4. 007 – 3:20
5. Cowboy Joe – 3:08
6. Dumm-Diggy-Dumm – 3:09
7. Wizard of Oz – 3:20
8. Divided – 3:32
9. Prince of Arabia – 3:37
10. S.O.S. – 2:46
11. No Sleep – 3:44
12. Finally – 3:06

## Classifiche
| Classifiche (2001) | Posizione massima |
| ------------------ | ----------------- |
| Danimarca          | 22                |
| Paesi Bassi        | 91                |